# Religia Germanów

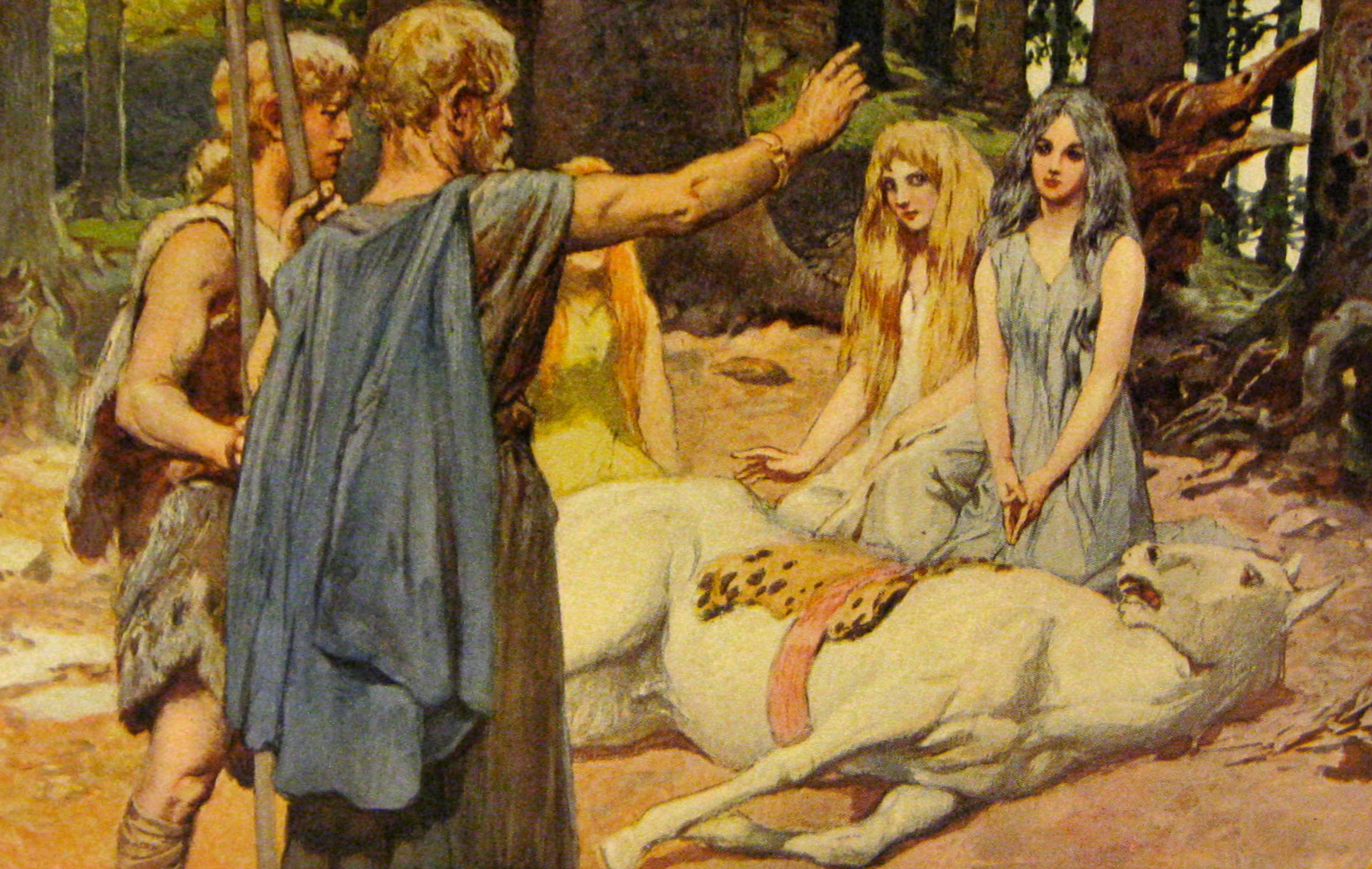
Obraz autorstwa Emila Doeplera, przedstawiający drugie Zaklęcie Merseburskie, 1905. W zaklęciu tym bogowie i boginie z kontynentalnej mitologii germańskiej uzdrawiają konia.

Religia Germanów – system wierzeń i mitologii ludów germańskich. Wierzenia protogermańskie, wywodzące się z wierzeń protoindoeuropejskich, rozwinęły się w okresie wielkiej wędrówki ludów, tworząc rozgałęzienia jak religia staronordycka pośród ludów północnogermańskich, kontynentalna religia germańska wśród kontynentalnych ludów germańskich i religia Anglosasów wśród ludów zachodniogermańskich. Wśród ludów wschodniogermańskich ślady religii Gotów przechowały niewielkie artefakty i świadectwa historyczne. Zdaniem Johna Thora Ewinga, jako religia składała się ona z „wyznawców indywidualnych, tradycji rodzinnych i kultów regionalnych, zawartych w zasadniczo spójnych ramach”.